# Thân Văn Quang
Thân Văn Quang (sinh năm 1962) là thẩm phán cao cấp người Việt Nam. Ông hiện giữ chức vụ Chánh án Tòa án nhân dân tỉnh Bắc Giang. Ông là đảng viên Đảng Cộng sản Việt Nam.

## Tiểu sử
Thân Văn Quang sinh năm 1962, quê quán tại xã Ninh Sơn, huyện Việt Yên, tỉnh Bắc Giang.
Ông có bằng Cử nhân Luật và chứng chỉ Cao cấp lí luận chính trị Đảng Cộng sản Việt Nam.
Ngày 19 tháng 3 năm 2012, ông được Chánh án Tòa án nhân dân tối cao Việt Nam bổ nhiệm giữ chức vụ Chánh án Tòa án nhân dân tỉnh Bắc Giang.
Ngày 17 tháng 4 năm 2018, Thân Văn Quang được Chủ tịch nước Việt Nam Trần Đại Quang bổ nhiệm chức danh Thẩm phán cao cấp.
Hiện nay (2018), ông đang là Chánh án Tòa án nhân dân tỉnh Bắc Giang.